# Montalbino (Nocera Inferiore)
Montalbino (Ncopp' Monte in dialetto locale) è una località di Nocera Inferiore, in provincia di Salerno.
Fa parte, insieme ai rioni di Casolla, Vescovado e Grotti, del Quartiere di Casolla-Grotti, una delle sei suddivisioni amministrative in cui è divisa la città.

## Geografia
L'abitato si trova ai piedi del Monte Albino, ultima appendice dei Monti Lattari, che sovrasta il rione nei suoi 1075 metri d'altezza e che chiude a sud la città di Nocera Inferiore.
La maggior parte degli abitanti è concentrata alle falde del monte, alcuni in località pertinenti dei rioni Vescovado, Ficucella, Monte di Dio, Capocasale e Casale del Pozzo, ma esiste un nucleo abitativo di case che si trova lungo il monte stesso, in prossimità del Santuario di Santa Maria dei Miracoli. Gli abitanti di questo gruppo di case rurali, circa un centinaio, sono stati vittime in passato di frane e alluvioni.

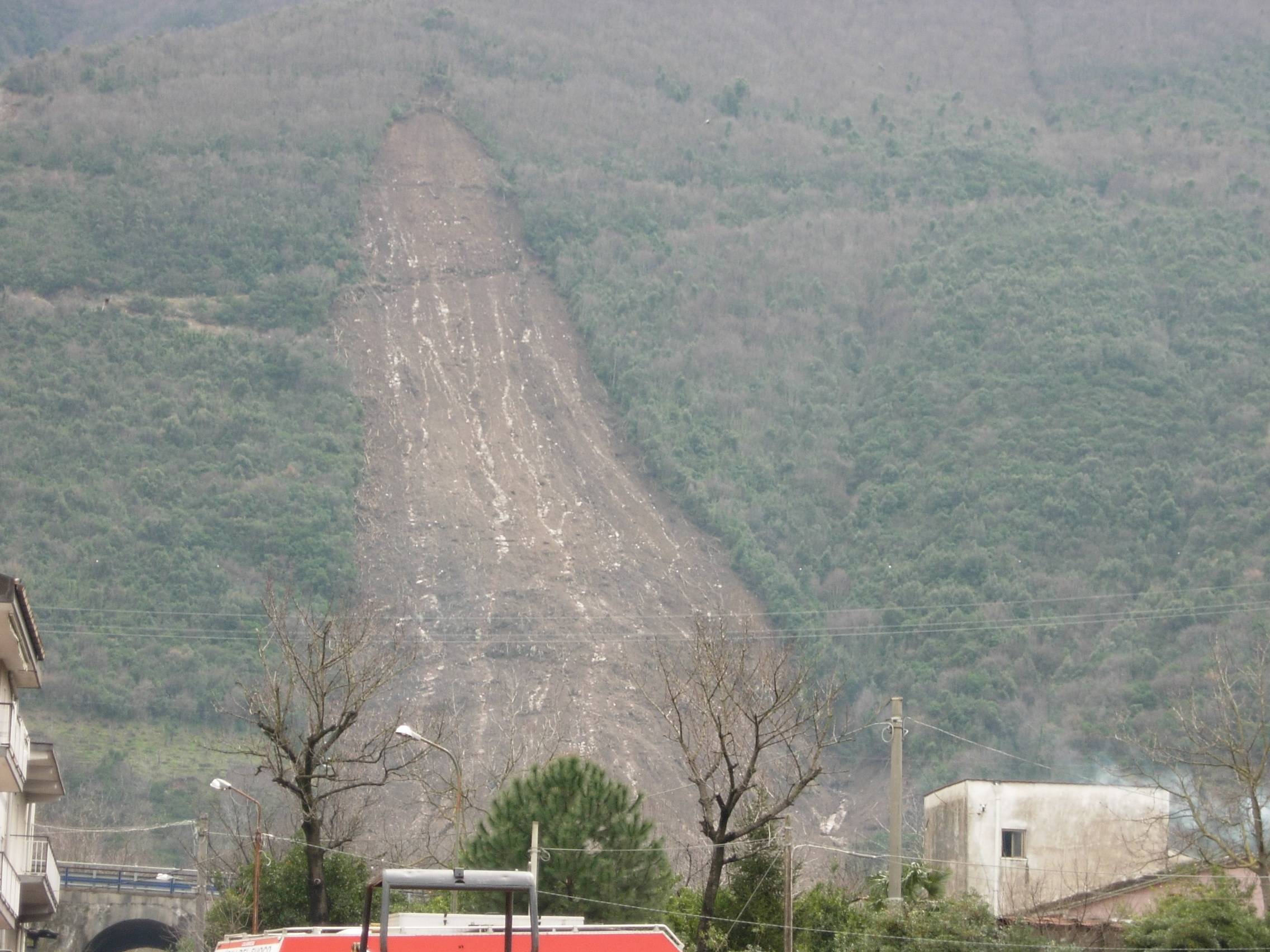
La frana, che nel 2005 colpì la località

L'ultimo cedimento si ebbe il 4 marzo 2005, e causò tre vittime. Per questo motivo la zona è stata inclusa nella fascia di pericolosità sismica 2.

## Santuario di Santa Maria dei Miracoli
L'edificio venne fondato dal generale di Nocera dei Pagani Giambattista Castaldo nell'anno 1530, su una cappella eretta in precedenza, detta dei tre pigni o delli pigni.
Nel complesso religioso si trovava, sin dalla sua fondazione, il famoso dipinto di Raffaello, la Madonna d'Alba, che nel 1686 abbandonò la città per raggiungere la National Gallery of Art di Washington nel corso del XX secolo.
Il complesso religioso mariano si trova nel Parco Regionale dei Monti Lattari, l'ente che si occupa di preservare la biodiversità e la bellezza artistica dei luoghi che fanno parte della catena montuosa.
Il Santuario è meta di pellegrinaggi da parte degli abitanti dell'Agro nocerino-sarnese nella settimana santa (nello specifico i locali vi si recano nel martedì di pasquetta).
La settimana precedente la domenica pasquale, l'immagine della Vergine, venerata nel rione e ritenuta miracolosa, viene portata in processione per le vie della città, insieme alle statue dei santi Eligio ed Emidio, e deposta nella Cappella di San Rocco in Casale del Pozzo, altro storico rione facente parte del centro urbano cittadino.

## Processione di San Giuseppe

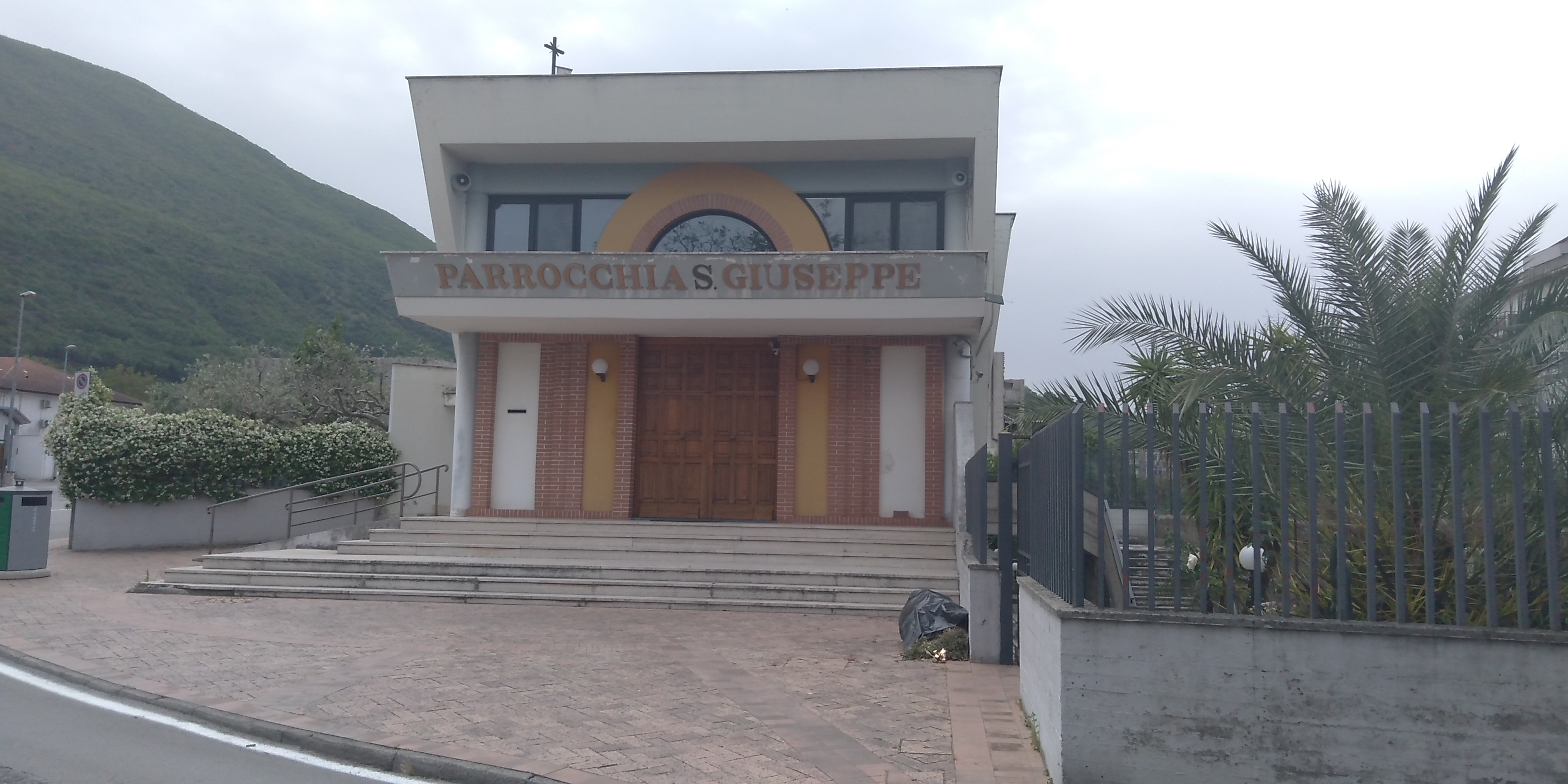
La chiesa di San Giuseppe

Oltre a quella del martedì di pasquetta, un'altra tradizione molto radicata e sentita da parte degli abitanti di Montalbino è quella della Processione di San Giuseppe, che si svolge annualmente nel giorno della ricorrenza del santo, il 19 marzo, ed è organizzata dall'omonima parrocchia rionale.
In questa data, la statua del santo viene portata solennemente in processione per le abitazioni del posto, accompagnata da un nutrito gruppo di fedeli festanti. Al termine della funzione religiosa, la statua di San Giuseppe viene riportata in chiesa dopo un notevole spettacolo pirotecnico.